# Acción Social Católica de Zaragoza
Acción Social Católica de Zaragoza es una asociación española fundada en 1903, con el nombre de Liga Católica de Zaragoza.
Desarrolla su trabajo en Zaragoza y África.
Su actual presidente es José Ramón Auría.